# Хан-Шейхун
Хан-Шейхун (араб. خان شيخون‎) — город на северо-западе Сирии, расположенный на территории мухафазы Идлиб. Входит в состав района Мааррет-эн-Нууман.

## География
Город находится в южной части мухафазы, на высоте 349 метров над уровнем моря. Через город проходит автомагистраль Алеппо — Хама.
Хан-Шейхун расположен на расстоянии приблизительно 52 километров к югу от Идлиба, административного центра провинции и на расстоянии 210 километров к северо-северо-востоку (NNE) от Дамаска, столицы страны.

## История
В ходе гражданской войны в Сирии Хан-Шейхун в основном находился под контролем суннитской исламистской группировки Джебхат Фатах аш-Шам (ан-Нусра).
Город считался их ключевым оплотом в провинции Хама.
4 апреля 2017 года в городе имел место инцидент с химическим оружием, в результате которого погибло не менее 89 человек.
19 августа 2019 года Сирийская арабская армия при поддержке ВКС России взяла под контроль шоссе М-5 севернее Хан-Шейхуна, заблокировав боевикам путь снабжения и выхода из города. 22 августа сирийская армия освободила город Хан-Шейхун.

## Население
По оценочным данным, на 2003 год население составляло 45 249 человек.
Динамика численности населения города по годам:
| 2003   | 2012   |
| ------ | ------ |
| 45 249 | 55 843 |

## Транспорт
Ближайший гражданский аэропорт расположен в городе Латакия. Через город проходит трасса М-5, соединяющая Дамаск и Алеппо.